# 柏露梯
柏露梯（法語：Tommaso Berutti，1888年11月11日—1975年1月21日），是天主教義大利籍主教及耶穌會會士。曾任蚌埠宗座代牧(1929年-1933年)。

## 生平
柏露梯出生於1888年11月11日在義大利薩盧索拉。1909年，他20歲時加入耶穌會成為會士。1922年9月7日，33歲時晉鐸，並派遣赴中國傳教。
1929年12月19日，柏露梯在41歲時獲時任教宗庇護十一世任命為蚌埠宗座代牧區首任宗座代牧，領銜庫塞教區主教。 1930年6月8日，主教祝聖禮儀在意大利進行，由比耶拉教區主教喬瓦尼·加里利亞諾主禮。 1933年，柏露梯辭任蚌埠宗座代牧區宗座代牧，並由趙信義在4年後接任成為蚌埠宗座代牧。 
1975年1月21日，柏露梯主教去世，年86歲。